# Reithouse
Reithouse é uma comuna francesa na região administrativa de Borgonha-Franco-Condado, no departamento de Jura. Estende-se por uma área de 4,84 km². Em 2010 a comuna tinha 57 habitantes (densidade: 11,8 hab./km²).